# Шатрище (Сумская область)
Шатрище (укр. Шатрище) — село,
Шатрищенский сельский совет,
Шостинский район,
Сумская область,
Украина.
Код КОАТУУ — 5925686001. Население по переписи 2001 года составляло 918 человек.
Является административным центром Шатрищенского сельского совета, в который, кроме того, входят сёла
Деражня,
Папирня,
Скобычевское и
Жиданов.

## Географическое положение
Село Шатрище находится на правом берегу реки Косичиха,
выше по течению на расстоянии в 1,5 км расположено село Деражня.
На расстоянии в 1 км расположено село Скобычевское.
К селу примыкает большой лесной массив (сосна).

## История
- По некоторым данным село Шатрище основано в XII веке.

## Экономика
- ООО «Шатрищенский кирпичный завод».
- «Арпак-Украина», Польско-Украинское ООО.
- ООО «Авангард».

## Объекты социальной сферы
- Школа им. Александра Ящика
- Больница.
- Ветлечебница.